# 豆本

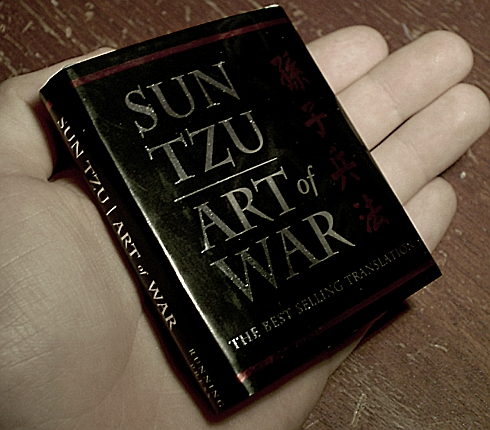
豆本

豆本（まめほん、英: Miniature Book）とは、掌に収まる程度の小さな本の総称である。西洋では16世紀頃に流行し、聖書や物語の豆本が盛んに作成された。中国では備忘用に南斉（479年 - 502年）の"巾箱本（きんそうぼん）"から始まる。日本では江戸時代後期に馬上本とも呼ばれ、携帯用に使用された。芥子本、袖珍本、寸珍本とも呼ばれ、特小本の中でもさらに小型の本を指す。婦女子の娯楽用としても使われている。第二次世界大戦後にも2度流行期を経験している。

## 規格
絶対的な数値による定義は為されていないが、概ね以下のような大きさの本を豆本と呼ぶようである。
西洋では1バリコーン以上3インチ以下（8.5ミリ - 76.2ミリ）のものを指し、これより大きなものをSmall Book、小さなものをMicro Bookと呼ぶ。
日本では江戸時代の特小本中のさらに小型本を指し、「美濃半紙を8つ切した大きさ（およそ14センチ×10センチ）」以下を指す（『日本古典籍書誌学辞典』）。明治以降は1辺が10センチ以下のものを指し、近年まで下限はなかったが、極小サイズの豆本作成が米粒に文字を印刷するといったマイクロ技術の分野に取り込まれた結果、欧米の表現に倣い1センチ以下の本を「マイクロブック」と呼ぶようになっている。

## 歴史

### 西洋
- 『Miniature Books: 4,000 Years of Tiny Treasures（豆本―小さな宝石の4000年）』によれば、粘土板であるが最古の豆本は4千年前の古代メソポタミアで作られたとしている[1]。
- 16世紀には手書きによる豆本の発行が始まっており、聖書の抜粋本などが作成されていた。
- 産業革命以降、鉄道旅行が一般化し、旅の友として小さなサイズの本に対する需要が増加した。特に聖書と娯楽本の需要は高く、豆本の浸透に貢献した。
- ドールハウス用に作られた小さな本のうち、実際にページを開いて読むことができるものも、豆本に分類される。

### 中国
南斉（479年 - 502年）の属鈞が備忘用に小型の五経を巾箱（きんそう）に入れた故事から始まる（『南史』巻41）。

### 日本
- 奈良時代に『百万塔陀羅尼』が100万本木版印刷され、小さな塔状の木製の入れ物に収められて近畿地方の国分寺(10大寺）にそれぞれ10万基ずつ奉納された[1][2]。陀羅尼の形状には何種類かあるが、細長い用紙に陀羅尼経が印刷され、くるくると巻かれた巻子本（かんすぼん、巻物）で、上下幅は平均5.5センチ、日本最古の豆本であるとともに年代の明らかな印刷物としては世界最古のものとされている[1]。
- 1821年（文政4年）、松浦静山の『甲子夜話』に「巾箱本、袖珍本の事を本邦にて馬上本と唱へしよし（後略）」と前掲『日本古典籍書誌学辞典』p.461にあるが、巾箱本は南斉の故事を念頭に置いているので、携帯用に馬上で出しても読める本の意味がある。娯楽本として製作されている。明治以降、コストがかかりルビもふれない豆本は出版界において注目されず、一部の好事家が作成するにとどまっていた。
- 1953年（昭和28年）、札幌で『ゑぞまめほん』が刊行され、全国的な豆本ブームの火付け役となる。
- 高度経済成長期に愛書家達の間で豆本の会員制限定出版が盛んに行われた。1つの会に300人程度の会員を集めて豆本の製作が行われたが、1度目のように巷に広がるほどのブームとはならなかった。
- 1970年代に、中高生向け雑学本として「チビっ子猛語録」（二見書房、ミニ・サラブックス）「いたずら魔」（ワニブックス、ワニの豆本）などが豆本形態で刊行された。

## 世界最小豆本への挑戦
豆本誕生以来より、「いかに小さな本にするか」という挑戦と競争は行われていたようである。より小さな本を作ることは、その国または企業の製紙技術と印刷技術が共に高度に優れていることを誇示することに繋がるため、現在に至るまでその挑戦は止まることを知らないでいる。
- 第二次世界大戦後、西ドイツ（当時）マインツのグーテンベルク博物館が、改修資金調達のために5.5ミリ四方の豆本を発行したのが正式な記録に残る最も小さな豆本であるとされる。文字の大きさは0.17ミリ、1ページに70文字前後が印刷され、内容は聖書から「主の祈り」を抜粋したもので、ドイツ語を始めとして英語（英国・米国）、フランス語、オランダ語、スペイン語、スウェーデン語の7ヵ国語が刊行されていた。
- 1965年、凸版印刷が3.5ミリ四方の豆本を出版し、当時の世界記録を更新する。文字の大きさは0.12ミリ。内容は「小倉百人一首」、漢詩「飲中八仙歌」（以上日本語版）と、リンカーン大統領の「ゲティスバーグ演説」、モーゼの「創世記 第1章」（以上英語版）。拡大鏡付きのケース入りであった。
- 1978年、グレニファープレス社（スコットランド）から2.1ミリ四方の豆本が出版され、ギネスブックに登録される。
- 1979年、日本で2.0ミリ四方の豆本『BIRTHSTONE』『LANGUAGE OF FLOWERS』『THE ZODIACALSIGNS AND THEIR SYMBOLS』が出版される。世界最小を更新するも、ギネスブックへの登録申請はされなかった。
- 1980年、若山牧水の詩『蟻』が1.4ミリ四方以下の豆本として出版される[3]。
- 1981年、凸版印刷が先の『蟻』の1.4ミリ四方を割る大きさの豆本を出版する。内容は聖書の「主の祈り」。世界最小を更新し、ギネスブックに登録。
- 1982年、日本聖書協会が「世界最小の新約聖書」と銘打った3.4センチ×2.6センチの新約聖書を発行。キーホルダー付ケース入り。
- 1985年、グレニファープレス社が今度は1ミリ四方の豆本を出版する。内容は童話「OLD KING COLE!」。世界最小を更新しギネスブックに登録される。
- 1996年、ロシアで0.9ミリ四方の豆本『カメレオン』が出版される。世界最小を更新し、ギネスブックに登録。
- 2002年、凸版印刷が0.95ミリ四方の豆本『十二支-CHINESE ZODIAC』を発行。印刷博物館にて発売。
- 2013年、凸版印刷が0.75ミリ四方の豆本『四季の草花』を発行[1]。印刷博物館にて発売。

### 書影
1. ↑  “南史.巻41”. p. 903. "2016-12-16閲覧。 エラー: 閲覧日が正しく記入されていません。（説明）

### 書誌
1. ↑  井上宗雄ほか（編）、1999、『日本古典籍書誌学辞典』  NCID BA40352550p.543

## 関連資料
- 印刷博物館

東京都文京区水道1-3-3トッパン小石川ビル
（0.75ミリ四方の豆本をミュージアムショップにて発売中）
- 現代豆本館

静岡県藤枝市
（開業医 小笠原淳 私設図書館）
- 国立国会図書館

東京本館
東京都千代田区永田町1-10-1
（第136回常設展「豆本-ちひさきものの世界-」を2005年3月17日〜5月17日の日程で開催）
- まめまつり

東京で開催されている自作豆本の展示即売会